# オフロでGO!
「オフロでGO!」は、1995年4月26日にリリースされた、渡辺美奈代の16枚目のシングル。ファンハウスより発売された。

## 解説
- フジテレビ系バラエティ『志村けんはいかがでしょう』のエンディングテーマとして使われた。
- c/wの「ごめんね…は主演映画『レディース!!』の主題歌として使われた。

## 収録曲
1. オフロでGO!（3:57） 
  - 作詞：佐伯里絵、補作詞：三浦徳子／作曲：北野誠／編曲：根岸貴幸
2. ごめんね…（4:15） 
  - 作詞：佐伯里絵／作曲：北野誠／編曲：根岸貴幸

## 収録作品
CD
- 渡辺美奈代 30th Anniversary Complete Singles Collection Disc 2 M-15/M-16